# 分位数
分位数（ぶんいすう）、分位点（ぶんいてん）、分位値（ぶんいち）、クォンタイル (英: quantile) は、統計の代表値の1種である。
実数 {\displaystyle q\in [0,1]} に対し、q 分位数 (q-quantile) は、分布を {\displaystyle q:1-q} に分割する値である。
ある種の正の整数 {\displaystyle m} に対し、分布を {\displaystyle m} 等分する {\displaystyle m-1} 個の値、つまり、{\displaystyle i=1,\dotsc ,m-1} に対する {\displaystyle i/m} 分位数を、m 分位数（ただし {\displaystyle m} は漢数字）という。{\displaystyle i=1,\dotsc ,m-1} 番目の m 分位数を第 i m 分位数といい、また、{\displaystyle m} 等分された分布の {\displaystyle k=1,\dotsc ,m} 番目の部分を、第 k m 分位、または単に第 k 分位という。
ただし、英語のquantileには、等分割する値（value）の意味と、そのようにして分割された群（group）の二つの意味がある。

## 定義

### 変量統計における分位数
{\displaystyle n} 個のデータ {\displaystyle x} に対する q 分位数 {\displaystyle Q_{q}} は、昇順にソートしたデータを {\displaystyle x_{1}\leq x_{2}\leq \dotsb \leq x_{n}} とすると、
{\displaystyle {\begin{aligned}Q_{q}&=x(1-q+qn)\\x(t)&={\begin{cases}x_{t},&{\text{if }}t\in \mathbb {N} \\(\lceil t\rceil -t)x_{\lfloor t\rfloor }+(t-\lfloor t\rfloor )x_{\lceil t\rceil },&{\text{if }}t\notin \mathbb {N} \end{cases}}\end{aligned}}}
と定義される。ここで、{\displaystyle \lfloor \cdot \rfloor } は床関数、{\displaystyle \lceil \cdot \rceil } は天井関数、{\displaystyle \mathbb {N} } は自然数の集合である。
関数 {\displaystyle x(t),\ 1\leq t\leq n} は、数列 {\displaystyle x_{1,\dotsc ,n}} の線形内挿数関数への拡張である。関数 {\displaystyle x(\cdot )} の引数 {\displaystyle 1-q+qn} は、範囲 {\displaystyle [1,n]} を {\displaystyle q:1-q} に内分している。

### 確率分布の分位数
1次元確率分布 {\displaystyle f(x)} に対する q 分位数 {\displaystyle Q_{q}} は
{\displaystyle \int _{-\infty }^{Q_{q}}f(x)dx\geq q,\ \int _{Q_{q}}^{\infty }f(x)dx\geq 1-q}
を満たす値として定義される。この式は、累積分布関数 {\displaystyle F(x)} または確率 {\displaystyle P(X)} を使って、
{\displaystyle \int _{-\infty }^{Q_{q}}dF(x)\ \geq q,\ \int _{Q_{q}}^{\infty }dF(x)\ \geq 1-q}
または
{\displaystyle P(X\leq Q_{q})\geq q,\ P(X\geq Q_{q})\geq 1-q}
とも表せる。

## 特別な分位数
いくつかの q に対する q 分位数には、特別な名称がある。

### 中央値
1 / 2 分位数を、中央値、メディアン (median)という。中央値は、平均値に代わり、分布を代表する値として使われる。

### 四分位数
{\displaystyle q/4} 分位数を、第 q 四分位数、第 q 四分位点、第 q 四分位値、第 q ヒンジ (quartile, hinge) という。1 / 4 分位数（第1四分位数）を下側四分位数、3 / 4 分位数（第3四分位数）を上側四分位数ともいう。
単に四分位数といったばあい、第1・第3四分位数を表す。第2四分位数は中央値である。これらは、分布の統計的ばらつきを表すのに使う。
第1・第3四分位数の差 {\displaystyle Q_{3/4}-Q_{1/4}} は、四分位範囲（英: interquartile range, IQR）といい、分布のばらつきの代表値である。分布の代表値として平均値の代わりに中央値を使うときは、IQRを標準偏差や分散の代わりに使う。中央値同様、頑強で、外れ値や極端に広い裾野の影響を受けにくい。
{\displaystyle {\text{IQR}}/2} を四分位偏差、{\displaystyle {\text{IQR}}/{\text{IQR}}_{N(0,1)}\approx 0.7413~{\text{IQR}}} を正規四分位範囲（英: normalized interquartile range, NIQR）といい、IQRの代わりに使うことがある。ここで、{\displaystyle {\text{IQR}}_{N(0,1)}\approx 1.3490} は、標準正規分布のIQRである。正規分布の正規四分位範囲は、標準偏差に等しい。なお係数0.7413を近似値として使うことがある。
四分位数の簡易な求め方として、中央値より上の値の中央値と、中央値より下の値の中央値を使う場合がある。この値を特にヒンジ (hinge) と呼び、それぞれ上側ヒンジ・下側ヒンジ、または、第1・第3ヒンジ（第2ヒンジは中央値）と呼ぶ。ヒンジは、（厳密に計算した）四分位数とは、中央値から離れる方向に少しだけずれる。データ数が多ければずれは小さくなる 。

### 三分位数・五分位数・十分位数
{\displaystyle q/3} 分位数を、第 q 三分位数、第 q 三分位点、第 q 三分位値 (tertile) という。
{\displaystyle q/5} 分位数を、第 q 五分位数、第 q 五分位点、第 q 五分位値 (quintile) という。
{\displaystyle q/10} 分位数を、第 q 十分位数、第 q 十分位点、第 q 十分位値 (decile) という。

### パーセンタイル
{\displaystyle q/100} 分位数を、q パーセンタイル、（第）q 百分位数、（第）q 百分位点、（第）q 百分位値、q パーセント点、q %点 (percentile) という。
{\displaystyle 1-q/100} 分位数を上側 q パーセント点という。これと対比するときには、{\displaystyle q/100} 分位数は下側 q パーセント点という。また、平均が0の対称分布に対し、{\displaystyle 1/2+q/200} 分位数を両側 q パーセント点という。このとき、絶対値が両側 q パーセント点以内に、分布の q %が含まれている。

### 最大値・最小値
0分位数は最小値、1分位数は最大値である。最大値と最小値の差は範囲あるいはレンジ（英: range）と呼ばれ、分布のばらつきを表す代表値の一種である。

## 五数要約
分布の特徴を最大値、最小値、中央値、上側・下側ヒンジの5つの値、つまり、0, 0.25, 0.5, 0.75, 1分位数で要約することを、五数要約という。五数要約は、しばしば箱ひげ図で図示される。

## 日本産業規格
日本産業規格では、分位点を、「{\displaystyle p}分位点とは，分布関数が {\displaystyle p} に一致するか，又は{\displaystyle p}より小さな値から {\displaystyle p} より大きな値に飛ぶときの確率変数の値。確率{\displaystyle p} を {\displaystyle 100p}% で表すときは {\displaystyle 100p} パーセント点 (100p percentile) という。備考1. 確率変数のある区間内で分布関数が一定値{\displaystyle p}となる場合は，その区間内の任意の値が{\displaystyle p}分位点とされる。ただし，{\displaystyle 0\leqq p\leqq 1}である。
2.  {\displaystyle p=1/2}に対応する確率変数の値をメディアン中央値 (median) という。3. {\displaystyle p=1/4}および{\displaystyle p=3/4}に対応する確率変数の値を四分位点 (quartile) という。」と定義している。